# Јован Комнин (син цара Андроника I)
Јован Комнин (грч. Ιωαννης Κομνηνος; август/септембар 1159 – септембар 1185) био је други син византијског аристократе и цара Андроника I Комнина. Отац га је поставио за савладара иако је имао старијег брата Манојла, али када је цар Андроник I свргнут 12. септембра 1185, Јован је такође ухваћен и вероватно убијен.

## Младост
Јован је био син будућег цара Андроника I Комнина и његове прве жене, чије име није познато, рођен је у августу или септембру 1159. године. Зачет је почетком 1159. године, када му је мајка била у затвору, а Андроник ју је једне ноћи тајно посетио. Млади Јован је вероватно био у пратњи свог оца када је овај био именован за војног гувернера (дукса) Киликије 1166. године, јер је дефинитивно био са својим оцем током његовог каснијег изгнанства и дугих лутања по кнежевинама Блиског истока, док су његов старији брат Манојло и његова сестра Марија остали у Цариграду. Тек крајем 1178. или почетком 1179. године Андронику је дозвољено да се врати у византијску престоницу, доводећи са собом Јована, његову братаницу и љубавницу Теодору Комнин и њихову децу. У овом тренутку, Јован је можда добио титулу севаста од свог стрица, цара Манојла I Комнина (1143–1180).
Након смрти цара Манојла I, Јован и његов старији брат Манојло стали су на страну ћерке цара Манојла I, кесарисе Марије Комнине, против намесништва младог цара Алексија II Комнина (1180–1183), на челу са царицом-удовицом Маријом од Антиохије и још једним рођаком, протосевастом Алексијем Комнином. Завера је, међутим, откривена, и Јован и Манојло су били затворени све док њихов отац није збацио намесништво у априлу 1182. године.

## Цар - савладар
Када је његов отац преузео намесништво, Јован је добио неодређену високу титулу, али у новембру 1183. године, након што је Андроник крунисан за цара, а цар Алексије II свргнут и убијен, Јован је такође именован за цара - савладара и наследника његовог оца. Андроников избор је пао на Јована, а не на старијег Манојла, јер је познато да се Манојло противио политици свог оца. Јован се сматрао лојалнијим, док је осим тога његово уздизање на трон било у складу са пророчанством АИМА (КРВ) тако што је имао цара чије је име почело са "А" након чега је следио онај чије је име (на грчком) почело са "И".
Иако Манојло никада није скривао своје неодобравање према Андрониковој политици, Јован је у почетку подржавао или толерисао политику свога оца. Када је најзад критиковао свог оца због прогона аристократије, према Евстатију Солунском, добио је укор да су он и Манојло „жене“, које не могу безбедно да владају све док не буду елиминисани сви челни људи државе, па све док не остане само обичан народ. Према научнику Константину Варзосу, „без сумње је да је млађи син био много мање способан од старијег брата Манојла“. Према Никити Хонијату, једног од Андроникових водећих министара, мега хетаиреиаркеса Константина Трипсихоса, његов огорчени ривал логотет дрома Стефан Хагиохристопфорит оптужио је да износи омаловажавајуће опаске о Јовановом карактеру и квалитетима, упоређујући га са шаљивцима, шаљивцем Зинтзијем, обичним вулгарним човеком познат као забављач по кафанама и улицама престонице. Иако су очигледно клевете, ове оптужбе су морале садржати зрнце истине, према Варзосу, јер је Трипсихос прописно деградиран и затворен.
Године 1185, итало-нормански краљ Сицилије Вилијам II започео је инвазију на Византијско царство, а његове трупе су опседале други град Царства, Солун. Јован је био један од команданата које је послао цар Андроник I да помогне граду и да се супротстави Норманима, дајући му команду над трупама у Филипопољу. Уместо да се суочи са ратним опасностима, Јован је више волео да остане у лову у Филипопољу. Према сведочењу очевица Евстатија Солунског, опкољени су позивали и молили „доброг Јована“ да дође и спасе их, али узалуд; пошто је град пао, Нормани су подругљиво поновили ове молбе заробљеним Солуњанима.
Коначно, 12. септембра 1185. народни устанак у Цариграду збацио је цара Андроника I, који је побегао из града. Истог дана, Манојло је ухваћен и ослепљен. Убрзо након тога, вест о Андрониковом паду стигла је до Филипопоља. Војска се одмах побунила, а Јован је ухваћен и ослепљен пре него што је убијен.